# ClayFighter
ClayFighter è un videogioco sviluppato da Visual Concepts e pubblicato nel 1993 da Interplay per Super Nintendo Entertainment System. Primo titolo della serie omonima, il gioco è stato convertito per Sega Mega Drive e distribuito per Wii tramite Virtual Console.

## Modalità di gioco
Picchiaduro bidimensionale, nel gioco è possibile scegliere tra otto personaggi.